# Distretto di Çayırlı
Il distretto di Çayırlı è un distretto della provincia di Erzincan, in Turchia.
Il distretto copre un'area di 1480 km² e raggiunge un'elevazione di 1520 metri. La popolazione del distretto è di 18.401 abitanti, di cui 6.547 vivono nel capoluogo Çayırlı.